# Kościół św. Heleny w Nowym Sączu
Kościół Świętej Heleny w Nowym Sączu – cmentarny rzymskokatolicki kościół filialny mieszczący się w Nowym Sączu przy ulicy Świętej Heleny, w dzielnicy Helena.
Obiekt znajduje się na szlaku architektury drewnianej województwa małopolskiego.
Świątynia o bryle osadzonej w tradycji gotyckiej wybudowana w 1686, drewniana o konstrukcji zrębowej z dachem stromym. Jego fundatorką była ksieni klasztoru klarysek w Starym Sączu – Helena Marchocka. W końcu XIX w. został powiększony o przedsionek jednonawowy z węższym prezbiterium, zamkniętym trójbocznie. Wnętrze nakryte stropem płaskim. Ołtarze o cechach późnorenesansowych i barokowych. Cenne obrazy z XVI, XVII i XVIII w.
16 czerwca 2024 miał miejsce pożar, w którym zwęgleniu uległa część prezbiterium, a wnętrze zostało zalane wodą podczas akcji gaśniczej. Uratowano m.in. ołtarz główny, dwa boczne ołtarze oraz zabytkowe obrazy.

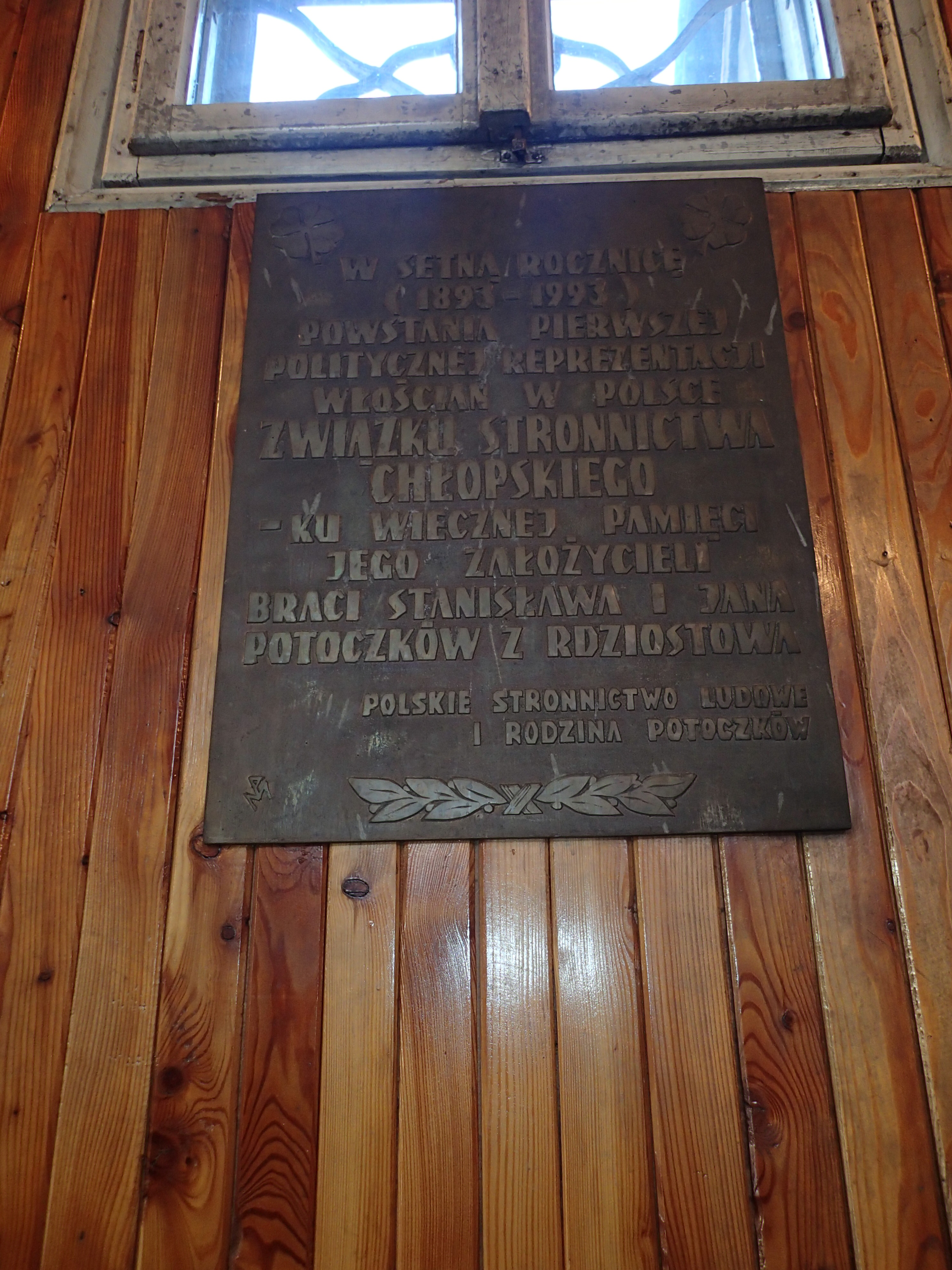
Tablica upamiętniająca

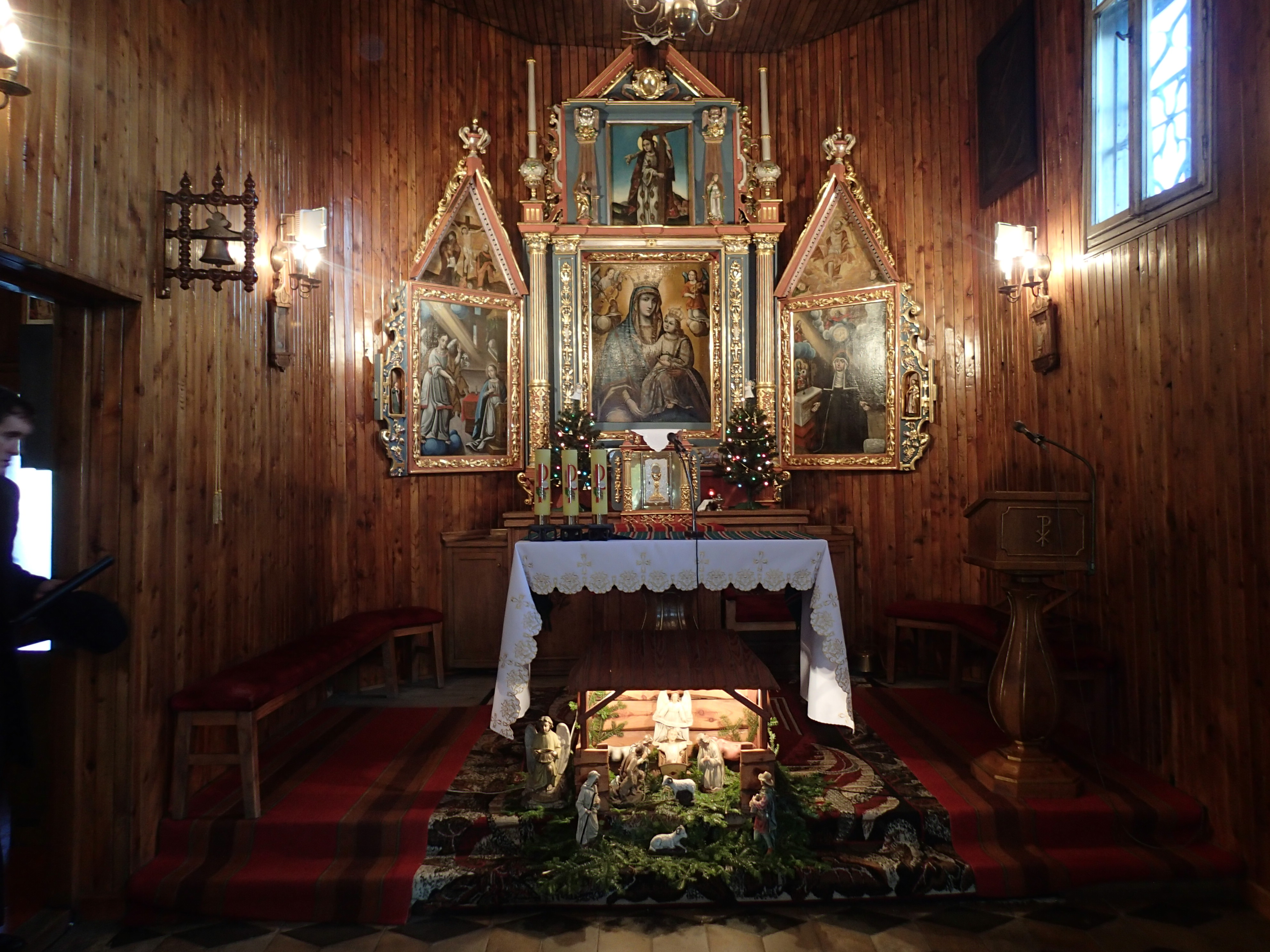
Ołtarz